# Psalm 36

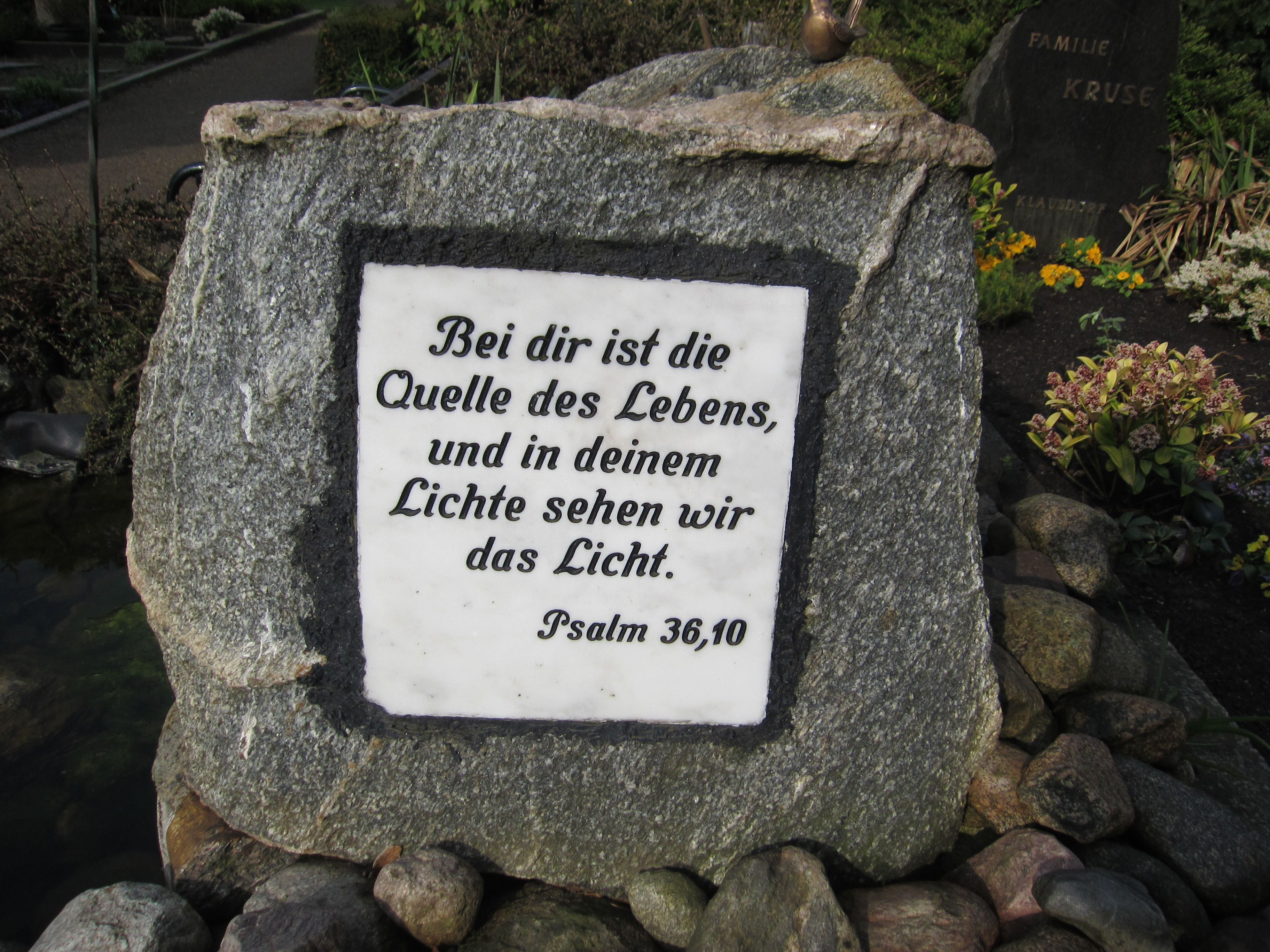
Grabstein mit einem Vers des 36. Psalms

Der 36. Psalm ist ein Psalm Davids aus dem ersten Buch des Psalters. 

## Inhalt
Der Psalm kann entweder als Gebet eines Verfolgten verstanden werden, der im Tempel Zuflucht gefunden hat, oder er spricht rein bildlich von der Zuflucht bei Gott. Der Beter rühmt darin die Güte Gottes, bei dem er sich geborgen und beschenkt findet. Der Psalm schließt mit der Bitte an Gott die, die ihn ehren, mit seiner Gerechtigkeit zu beschenken und sie vor den Nachstellungen der Gottlosen zu schützen.

## Rezeption
Die Vulgata-Fassung von Vers 10 in lumine tuo videbimus lumen dient vielfach als heraldisches Motto. Es ist u. a. Motto der Columbia-University.
Der Kehrvers und die erste Strophe des Liedes Herr, deine Güte reicht, so weit der Himmel ist ist an die Vers 6 und 7 von Psalm 36 angelehnt.